# Los Dávila
Los Dávila är en ort i Mexiko.   Den ligger i kommunen Villa Hidalgo och delstaten Zacatecas, i den centrala delen av landet, 400 km nordväst om huvudstaden Mexico City. Los Dávila ligger 2 139 meter över havet och antalet invånare är 146.
Terrängen runt Los Dávila är huvudsakligen platt, men åt nordost är den kuperad. Runt Los Dávila är det ganska glesbefolkat, med 21 invånare per kvadratkilometer. Närmaste större samhälle är Pinos, 18,7 km öster om Los Dávila. Trakten runt Los Dávila består till största delen av jordbruksmark.